# Province de Fquih Ben Salah
La province de Fquih Ben Salah est une subdivision à dominante rurale de la région marocaine de Béni Mellal-Khénifra. Elle tire son nom de son chef-lieu, Fquih Ben Salah.

## Histoire
La province de Fquih Ben Salah a été créée en 2009  – décret no 2-09-319 du 11 juin – par démembrement de la province de Beni Mellal.

## Géographie
La province de Fquih Ben Salah, d'une superficie de 3 250 km2, est située au nord-ouest de la région de Tadla-Azilal et est limitée :
- au nord par la province de Khouribga[6] (région de Béni Mellal-Khénifra) ;
- à l'est par la province de Beni Mellal et au sud par la province d'Azilal[6] (région de Béni Mellal-Khénifra) ;
- à l'ouest par la province d'El Kelaa des Sraghna[6] (région de Marrakech-Safi) et la province de Settat[6] (région de Casablanca-Settat).

## Découpage administratif
Selon le découpage administratif de juin 2009, tel qu'il a évolué en octobre 2010, la province de Fquih Ben Salah est composée de 16 communes, dont 3 communes urbaines (ou municipalités) : Fquih Ben Salah, son chef-lieu, Ouled Ayad et Souk Sebt Ouled Nemma.
Les 13 communes rurales sont rattachées à 10 caïdats, eux-mêmes rattachés à 3 cercles : 
- cercle de Bni Moussa Charquia :
  - caïdat de Bni Moussa : Sidi Hammadi et Ouled Bourahmoune,
  - caïdat de Sidi Aissa : Sidi Aissa Ben Ali,
  - caïdat d'Ouled Zmam : Ouled Zmam ;
- cercle de Fquih Ben Salah :
  - caïdat de Bni Amir : Krifate,
  - caïdat de Bni Amir Charkia : Hel Merbaa et Khalfia,
  - caïdat de Bradia : Bradia,
  - caïdat de Bni Oukil : Bni Chegdale et Bni Oukil ;
- cercle de Bni Moussa Gharbia :
  - caïdat de Dar Ould Zidouh : Dar Ould Zidouh,
  - caïdat de Had Boumoussa : Had Boumoussa,
  - caïdat d'Ouled Nacer : Ouled Nacer.

## Démographie
D'après les données communales des derniers recensements, si la province avait alors existé, elle aurait eu 433 625 habitants en 1994 et 457 513 en 2004, dont :
- une population urbaine de 133 994 habitants en 1994 et de 154 961 en 2004 ;
- une population rurale de 299 631 habitants en 1994 et de 302 552 en 2004 ;

En 2010, sa population était estimée à 463 000 habitants.